# Die Heilige und ihr Narr (1928)
Die Heilige und ihr Narr ist ein deutsches Stummfilmdrama aus dem Jahre 1928 von und mit Wilhelm Dieterle. Die weibliche Hauptrolle verkörperte Lien Deyers. Der Geschichte liegt der einzige, gleichnamige Roman (1913) von Agnes Günther zugrunde.

## Handlung
Die junge aber zumeist kränkelnde Fürstentochter Rosemarie von Brauneck ist Halbwaise und wächst zwar in äußerst wohlhabenden Umständen auf, die ihr jedoch innerlich kaum Wärme geben. Ihr Vater ist der Schlossherr von Brauneck, hat jedoch kaum Zeit für das junge Mädchen, und die neue Gattin erweist sich als exaltierte, herrisch-wahnhafte und sprichwörtliche böse Stiefmutter, die das Kind verabscheut und ein eigenes nicht bekommen möchte, weil, wie sie sagt, dieses Würmchen sie doch nur an das sie langweilende Schlossleben in der Einöde binden würde. Selbst Weihnachten wird nicht wirklich en famille gefeiert. In ihrer inneren Vereinsamung klammert sich die kleine Rosemarie an den schmucken Harro, Graf von Torstein, ein freundlicher, liebenswürdiger aber auch ziemlich verarmter Adeliger, der sich einen kargen Lebensunterhalt als Maler verdient. Als Rosemarie am 24. Dezember von daheim ausbüxt, um das Christkind zu suchen, ist es Graf Harro, der sie aufliest und vor dem Erfrierungstod rettet. Zwischen den beiden erwächst eine tiefe Freundschaft, die bald zur Liebe erblüht. Als sich das ungewollte Kind der neuen Fürstengattin aufgrund einer selbstverschuldeten Frühgeburt als nicht lebensfähig erweist, schiebt das böse Weib die Schuld dafür auf die unschuldige Rosemarie. Um seine Gattin, unter deren Pantoffel der Alte steht, zu besänftigen, wirft der Fürst sein eigen Fleisch und Blut kurzerhand aus dem Schloss hinaus.
Für Rosemarie von Brauneck beginnt nun der stetige Niedergang. Allein und verarmt lebt sie in dem Ort Bordighera, offensichtlich von Freund Harro schmählich im Stich gelassen. Ihre zahllosen Briefe an ihn bleiben jedenfalls unbeantwortet. Doch auch dahin steckt die böse Alte aus dem Schloss: Denn die Fürstin hat die Antwortschreiben Harros abgefangen, sodass aufgrund dieser Niedertracht Rosemarie glauben muss, dass ihr Harro sie nicht mehr lieb hat. Erst spät, als Rosemarie bereits schwer erkrankt ist, erfährt ihr Vater von den Machenschaften seiner zweiten Gattin und beginnt sich um Rosemarie zu kümmern. Auch Harro wird von den neuen Erkenntnissen informiert, und sofort zeigt er sich bereit, Rosemarie zu heiraten. Vom fürstlichen Plazet zu dieser Eheschließung ist die Fürstin äußerst erbost, hatte sie doch in ehebrecherischer Absicht selbst ein Auge auf den schmucken Grafen geworfen. In einem finalen Wutanfall bricht ihr Hass auf Rosemarie derart Bahn, dass die fürchterliche Stiefmutter sogar auf die junge Frau schießt. Allmählich beginnt die vom Schicksal arg gebeutelte Rosemarie wieder zu genesen und kann nun ihren Harro heiraten. Fürstin Brauneck aber wird wegen wahnhaften Verhaltens in eine Nervenheilanstalt überstellt.

## Produktionsnotizen
Die Heilige und ihr Narr entstand im Frühjahr 1928 und wurde am 4. Oktober desselben Jahres in Berlins Capitol-Kino uraufgeführt. Der Film besaß eine Länge von 2834 Metern, verteilt auf neun Akte und wurde für die Jugend freigegeben.
Eugen Kürschner übernahm die Produktionsleitung, Andrej Andrejew entwarf die Filmbauten. Die Dreizehnjährige Loni Nest spielte hier ihre letzte gesicherte Filmrolle.

## Kritiken
Die Stunde schrieb: „Den Roman dieser zwei Menschen zeigt uns der Film, und Dieterle gelingt es, die nicht alltägliche, aus spinnenfeinen Stimmungen gewobene Erzählung wunderbar in den Rahmen der auf Märchenton abgestimmten Filmbilder zu fügen.“
In Wiens Das Kino-Journal heißt es: „(…) Der Roman nimmt damit seinen traurigen Ausgang. Der Film jedoch, der nicht gern in Mollakkorden verklingt, läßt die Vielgeprüfte wieder gesunden.“